# Alexander Yanyushkin

a Compétitions nationales et continentales officielles uniquement.

b Matchs officiels uniquement.
Dernière mise à jour le 17 août 2017.
Alexander Yanyushkin, né le 30 octobre 1982 à Penza (Union soviétique), est un joueur de rugby à XV russe qui évolue au poste de demi de mêlée au sein de l'effectif du VVA Podmoskovye.

## Carrière

### En club
Alexander Yanyushkin évolue au sein de l'effectif du VVA Podmoskovye, le plus grand club russe avec 5 millions d'euros de budget.
Il inscrit une transformation lors de la finale de la Coupe de Russie 2010 remportée par son club 36 à 3 devant Enisey-STM. Il remporte à sept reprises le Championnat de Russie de rugby à XV.

### En équipe nationale
Alexander Yanyushkin a honoré sa première cape internationale en équipe de Russie le 5 mai 2002 contre l'équipe de République tchèque.
Il se qualifie avec son équipe pour la Coupe du monde de rugby à XV 2011. La Russie termine en effet deuxième du Championnat des Nations 2010.

## Statistiques en équipe nationale
- 70 sélections en équipe de Russie de 2002 à 2015
- 116 points